# 海神町
海神町（かいじんちょう）は、千葉県船橋市の地名である。この記事では、海神町西、海神町東、海神町南についても記述する。

## 地理・交通
市南部の交通密集地区に位置する。京葉道路の船橋インターチェンジ・国道14号（千葉街道）があり、西船橋駅・海神駅などが近いため交通の便は良い。住宅が広がるが、線路に近い所は空き地も目立つ。二俣川が西端を、太刃洗川が中央部を流れているほか、東部に南海神川の源流がある。
当地は、もとは東葛飾郡の船橋海神村と西海神村であった。1889年の町村制施行時に、前者は船橋町大字海神、後者は葛飾村大字西海神となった。葛飾村は1931年に町制施行し、葛飾町となっている。1937年、船橋町、葛飾町、八栄村、法典村、塚田村が合併して船橋市が成立。海神と西海神は船橋市の大字となった。1940年、船橋市は市内の大字を廃して「町」に再編。この際、西海神は「海神町東1丁目・海神町西1丁目・海神町南1丁目・海神町北1丁目」（1丁目を東西南北に分ける）、海神は「海神町2〜5丁目」となった。
戦後の住居表示実施により、当地区の一部は「海神1〜6丁目」（1966・1967年成立）、「南本町」（1965年成立）等となるが、海神町東1丁目・海神町西1丁目・海神町南1丁目・海神町2丁目・海神町3丁目は住居表示未実施地区として存続している。

## 海神町
2丁目・3丁目がある。1丁目はない。南海神団地が南部にある。

### 隣接町名
- 海神1・6丁目（北西～北～北東）
- 南本町（東）
- 栄町（南）
- 海神町南（西）
- 海神町東（北西）

## 世帯数と人口
2025年（令和7年）4月1日現在の世帯数と人口は以下の通りである。

### 海神町
| 丁目         | 世帯数    | 人口    |
| ------------ | --------- | ------- |
| 海神町二丁目 | 818世帯   | 1,485人 |
| 海神町三丁目 | 439世帯   | 1,023人 |
| 計           | 1,257世帯 | 2,508人 |

### 海神町西・海神町東・海神町南
| 丁目           | 世帯数    | 人口    |
| -------------- | --------- | ------- |
| 海神町西一丁目 | 464世帯   | 730人   |
| 海神町東一丁目 | 267世帯   | 479人   |
| 海神町南一丁目 | 3,470世帯 | 6,786人 |

## 小・中学校の学区
市立小・中学校に通う場合、学区は以下の通りとなる

### 海神町
| 丁目         | 番地                                             | 小学校                                                              | 中学校                                                        |
| ------------ | ------------------------------------------------ | ------------------------------------------------------------------- | ------------------------------------------------------------- |
| 海神町二丁目 | 1〜 2番地 21～24番地 42～84番地 224番地～651番地 | 船橋市立海神南小学校                                                | 船橋市立海神中学校                                            |
| 海神町二丁目 | 3～20番地 25～41番地 86番地～223番地             | 船橋市立南本町小学校                                                | 船橋市立湊中学校                                              |
| 海神町二丁目 | 85番地 ※要地図確認                               | 船橋市立海神南小学校 船橋市立南本町小学校 ※またがり区域 ※要地図確認 | 船橋市立海神中学校 船橋市立湊中学校 ※またがり区域 ※要地図確認 |
| 海神町三丁目 | 109～211番地                                     | 船橋市立南本町小学校                                                | 船橋市立湊中学校                                              |
| 海神町三丁目 | 212番地以降                                      | 船橋市立海神南小学校                                                | 船橋市立海神中学校                                            |

### 海神町西・海神町東・海神町南
| 丁目           | 番地                                                        | 小学校                                                              | 中学校                                                        |
| -------------- | ----------------------------------------------------------- | ------------------------------------------------------------------- | ------------------------------------------------------------- |
| 海神町西一丁目 | 全域                                                        | 船橋市立海神南小学校                                                | 船橋市立海神中学校                                            |
| 海神町東一丁目 | 全域                                                        | 船橋市立海神南小学校                                                | 船橋市立海神中学校                                            |
| 海神町南一丁目 | 1～713番地 733～1568番地 1607～1770番地 1842番地            | 船橋市立海神南小学校                                                | 船橋市立海神中学校                                            |
| 海神町南一丁目 | 714～732番地                                                | 船橋市立海神南小学校                                                | 船橋市立海神中学校 船橋市立葛飾中学校 ※どちらか選択           |
| 海神町南一丁目 | 1569番地～1605番地 1771番地～1841番地 1843番地 1845番地以降 | 船橋市立南本町小学校                                                | 船橋市立湊中学校                                              |
| 海神町南一丁目 | 1606番地 1844番地 ※要地図確認                               | 船橋市立海神南小学校 船橋市立南本町小学校 ※またがり区域 ※要地図確認 | 船橋市立海神中学校 船橋市立湊中学校 ※またがり区域 ※要地図確認 |

### 施設
- 法務局（2丁目）
- 労働基準監督署（2丁目）
- 南海神団地（2丁目・3丁目）
- 日本通運倉庫（3丁目）

## 海神町西
海神町西（かいじんちょうにし）は、海神地区西部にある地名。1丁目のみある。

### 隣接町名
- 海神6丁目（北）
- 海神町東（東）
- 海神町南（南）
- 山野町（西）
- 西船（北西）

### 施設
- 船橋会堂
- 西船近隣公園（一部）
- 東京医療保健大学(船橋キャンパス)

## 海神町東
海神町東（かいじんちょうひがし）は、海神地区西部にある地名。1丁目のみある。南海神川の水源もここにある。特筆すべき施設はない。

### 隣接町名
- 海神6丁目（北）
- 海神町（東）
- 海神町南（南）
- 海神町西（西）

## 海神町南
海神町南（かいじんちょうみなみ）は、海神町地区の西部にある地名。1丁目のみある。面積は現行の海神町2・3丁目より広く、人口も海神町2・3丁目より多い。西船橋駅にも近く、大企業の社宅、マンションや閑静な住宅街となっている。

### 隣接町名
- 山野町（北西）
- 海神町西（北）
- 海神町東（北東）
- 海神町（東）
- 南海神（南）
- 二俣（市川市）（西）
- 印内町（北西のごく一部）

### 施設
- 下総変電所
- 東京電力船橋工務所
- 船橋市立海神南小学校
- あらた流通センター
- 船橋インターチェンジ
- センチュリーオートサービス